# Billy Celeski
Billy Celeski (sinh ngày 14 tháng 7 năm 1985) là một cầu thủ bóng đá người Úc thi đấu cho câu lạc bộ Ventforet Kofu tại J1 League.

## Đội tuyển bóng đá quốc gia Úc
Billy Celeski thi đấu cho đội tuyển bóng đá quốc gia Úc lần đầu trong trận gặp Indonesia vào tháng 1 năm 2009. Anh cũng có mặt trong đội hình dự Thế vận hội Mùa hè 2008.

## Đời tư
Celeski sinh tại Ohrid, CHXHCN Macedonia, và chuyển tới Melbourne, Úc từ bé.

## Danh hiệu
Melbourne Victory:
- A-League Championship: 2008–09
- A-League Premiership: 2008–09

## Thống kê sự nghiệp
| Đội tuyển bóng đá Úc | Đội tuyển bóng đá Úc | Đội tuyển bóng đá Úc |
| Năm                  | Trận                 | Bàn                  |
| -------------------- | -------------------- | -------------------- |
| 2009                 | 1                    | 0                    |
| Tổng cộng            | 1                    | 0                    |